# Humbert II del Vienès
Humbert II de la Tour-du-Pin (La Tour-du-Pin, 1312 - París, 22 de maig de 1355) va ser l'últim delfí del Vienès de 1333 a 1349. Era fill de Joan II, delfí del Vienès, i de Beatriu d'Hongria.

## Biografia

### Joventut
Severament jutjat pels seus contemporanis com un incapaç i un reboster, Humbert II fou l'últim delfí del Vienès. No tenint l'ardor guerrer del seu germà, es col·locà més aviat al camp dels pacífics. A l'edat de vint anys, fou precipitadament cridat a reemplaçar el seu germà, mort en el transcurs de l'assalt d'un castell prop de Voiron.
Havent passat la seva joventut a la cort de Nàpols, va mantenir llavors una cort fastuosa al seu castell de Beauvoir-en-Royans al Delfinat, fet que fou mal percebut pels seus contemporanis. A diferència dels seus predecessors, Humbert ja no duia una vida ambulant d'un castell delfinal a l'altre i preferí quedar-se a Beauvoir.
Humbert II fou el creador del consell delfinal el 1337 i després del tribunal de comptes, a partir de 1340. Funda igualment la primera universitat de Grenoble el 1339 amb l'acord del papa Benet XII.

### L'assumpte del Delfinat
Humbert II, delfí del Vienès, va designar el 20 de juny de 1337 a Agult dels Baus, oncle de la seva esposa, com a administrador de les seves finances privades. El gener de 1338, el delfí, confrontat al problema de les seves caixes buides, li va donar ordre de perseguir els jueus, els llombards i els toscans en els seus Estats. Acusats d'usura i de contractes usurers, aquesta gent va ser penalitzada amb fortes multes.

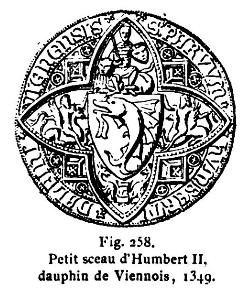
Segell d'Humbert II del Vienès

Benet XII va enviar de seguida sobre el terreny a Johannes de Badis, el seu Gran Inquisidor de Provença, per recercar els jueus convertits i relapses (jueus reincidents) del Delfinat.
El paper polític d'Agult dels Baus es va ampliar en el moment de les negociacions de pau entre el delfí i Viena, el juliol de 1338, de resultes de la revolta dels vienesos. En el transcurs de l'estiu, Humbert va haver de manllevar 30.000 florins al papa per saldar les seves tropes. El seu deute va ser empenyorat sobre les seves terres i va proposar al pontífex vendre-li el Delfinat contra 452.000 florins. Després de la pèrdua del seu fill únic Andreu, Humbert va abandonar aviat l'esperança de tenir una descendència i projectava des de 1337 de cedir el seu heretatge. Acumulant-se les dificultats financeres, Humbert va procedir a l'inventari dels seus béns el 1339 amb l'objectiu de vendre el seu principat al papa Benet XII.
Sens dubte assabentat de les cobdícies del rei de França, el pontífex li'n va oferir 150.000, tot decidint investigar els ingressos comunals del delfí. Entre gener i juliol de 1339, Jean de Cojordan, bisbe d'Avinyó, tresorer pontifical, i Jean d'Arpadelle capellà del papa, van recórrer el Vienès i el Briançoès. Van considerar els ingressos anuals del delfí en 27.970 florins, el que donava un valor teòric de venda pel Delfinat de 559.400 florins. La transacció amb el papa va encallar.

### La política delfinal de França
En efecte, Felip VI de França i el seu conseller, l'arquebisbe de Rouen Pere Roger, havien vist una oportunitat. El rei de França va incitar en principi al seu servei al brillant Agult dels Baus. Inicialment, va ser anomenat senescal de Beaucaire per Felip VI, el 30 d'octubre de 1340, després senescal de Tolosa de Llenguadoc i d'Albi, el 3 de març de 1341. Després, va fer saber al pontífex que acceptava l'accessió del seu conseller a la porpra cardenalícia És el que va fer Benet XII per carta butlla, amb data 12 de desembre de 1338. L'arquebisbe de Rouen va arribar a Avinyó el 5 de maig de 1339 i va rebre, el 12, el barret de cardenal.
En el transcurs d'aquest any, el delfí va voler de nou sufocar uns aldarulls a Viena. Es va girar cap al papa i va obtenir 15.000 florins que va prometre pagar en sis mesos. L'octubre 1340, va demanar un ajornament del termini de pagament. L'agost 1341, era deutor de 16.200 florins. El cardenal Pere Roger va intervenir en favor de Benet XII al que va persuadir d'excomunicar el mal pagador.
Embogit, el pietós Humbert va oferir llavors al papa cobrir el seu deute donant a la Santa Seu alguns dels seus feus. Sempre aconsellat per Pere Roger, Benet XII va donar una resposta negativa a l'ambaixada delfinal. Sense hereu, endeutat fins al coll, expulsat de l'Església, Humbert II, seria aviat una presa fàcil pel regne de França.

### Climent VI i la incorporació del Delfinat a França
Amb el nou papa Climent VI (Pere Roger, l'antic conseller de Felip VI de Valois) al tron pontifical, la sort del Delfinat estava segellada: seria lligat a França. A iniciativa de Climent VI, un gran pas es va donar en el transcurs del mes de febrer 1343. El rei i el seu fill gran, Joan de Normandia, van anar a trobar a Humbert II a la ciutat papal.
El delfí del Vienès estava amb l'aigua al coll. Sempre a la recerca de liquiditats, el rei de França li va proposar un arranjament financer que el trauria de la necessitat. Si acceptava que el Delfinat fos heretat pel segon fill del rei després de la seva mort, els seus deutes estarien regulats i gaudiria d'una renda anual. Humbert va sol·licitar un temps de reflexió.
Feia alguns mesos que s'havia posat en contacte amb el seu oncle, Robert d'Anjou, pensant que el comte de Provença estaria interessat en la compra dels seus Estats que confrontaven als seus propis. La resposta de Robert d'Anjou es feia esperar. I per una causa…; acabava de morir a Nàpols. El delfí va intentar llavors trobar un pal·liatiu. El 29 de maig de 1343, va vendre la seva independència a cinquanta-dues parròquies dels Alps que es van reagrupar per formar la «república dels Escartons». Però sota la pressió pontifical - no hi hauria aixecament d'excomunió si Humbert II no transigia - el delfí va signar un acord amb França el 30 de juliol de 1343. Estava llest per cedir als Valois el Delfinat.

### Climent VI fa cedir al delfí Humbert II
Climent VI, sempre atent a la qüestió delfinosa, va escriure a Felip VI, l'11 d'abril de 1344, per proposar-li que el fill gran del rei de França portés el títol de Delfí. El papa va considerar llavors aixecar l'excomunió d'Humbert II, que havia pagat fins a l'últim florí a la Reverenciada Cambra Apostòlica, però hi va posar una condició. Li havia de cedir el feu de Visan. L'acord fou aprovat el 31 de juliol, Climent VI va rebre a Humbert al seu palau de Villeneuve-lès-avignon. El delfí del Vienès va retre homenatge i el papa va aixecar les sentències.
Climent VI va poder entrar en possessió del seu feu de Visan al final del mes d'octubre en el moment en què, sobre la seva iniciativa, arribaven a Avinyó els emissaris de França i d'Anglaterra per discutir en referència a una nova treva sota l'ègida del cardenal Jean Raymond de Comminges.

### Les croades pontificals

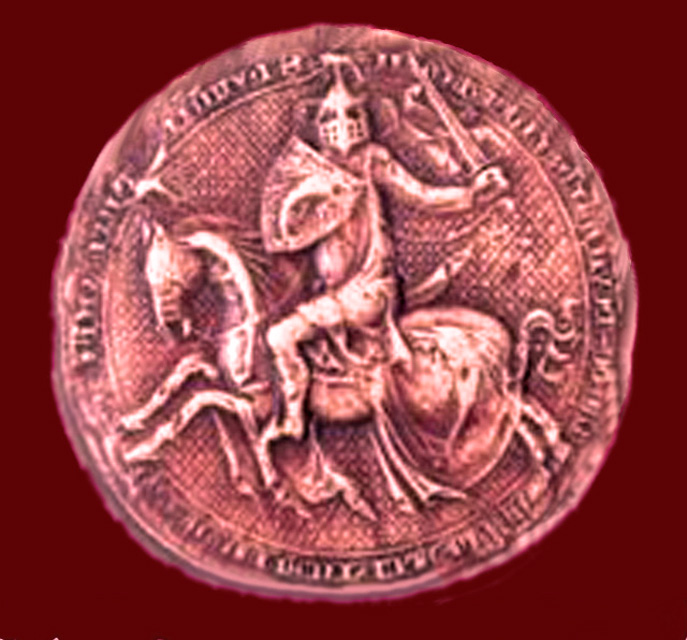
Gran segell d'Humbert II de Vienès

Va ser també en el transcurs d'aquella tardor de 1344 que el sobirà pontífex va posar en peu un nou projecte de croada. Volia portar el ferro contra els "infidels" sobre les costes de l'Imperi Romà d'Orient on actuaven els pirates turcs. En va confiar el comandament al patriarca llatí de Constantinoble i a Eduard I de Beaujeu. L'objectiu d'aquesta expedició era d'apoderar-se d'Esmirna. Va ser cosa feta el 28 d'octubre de 1344. La guarda de la ciutat va ser confiada als cavallers de Rodes que la van conservar fins al 1402, data en la qual va ser presa per Tamerlà.
Aquest èxit en cridava d'altres. Climent VI, en el transcurs del mes de novembre, va llançar una nova crida a creuar-se. Només va respondre Humbert II. El papa, amb una certa reserva, va acceptar designar-lo, el 26 de maig de 1345, capità general de la Seu apostòlica, comandant de l'exèrcit cristià. El delfí, després d'haver buidat les caixes del seu tresor, va embarcar a Marsella el 2 de setembre de 1345, en companyia de Joan I el Meingre, dit Boucicaut, que ja s'havia distingit a Esmirna. Aquest «príncep mediocre» - l'expressió és d'Y. Renouard - dirigia una expedició sense envergadura. Després d'haver confiat el govern del Delfinat a Enric de Villars, arquebisbe de Lió, va partir en companyia de la seva esposa Maria dels Baus, de vint-i-sis anys, i de la seva mare, Beatriu d'Hongria. Molt preocupat per la seva salut, el delfí va passar el seu primer hivern a Rodes. Va derrotar el 24 de juny de 1346 els turcs que assetjaven Esmirna. Després aquesta petita victòria, va iniciar converses amb ells. Les negociacions duraven encara el 1347, any en què va morir la delfina, en el transcurs del mes de març, i després la seva sogra el juny. Enfonsat de tristesa, Humbert II va tornar al Dauphiné el setembre 1347. Estava arruïnat.

### França recupera el Delfinat
Esdevingut vidu, el rei de França Felip VI va pensar en principi a casar-se de nou, fet que va dur a terme el 29 de gener de 1349 amb la seva jove cosina Blanca d'Évreux. Després, al febrer, va comprar per 120.000 escuts la ciutat de Montpellier a Jaume III de Mallorca i va tornar a pensar en el Delfinat.
Per assegurar-se que el Delfinat fos un feu del fill gran del rei de França, i no fos assimilat per qualsevol altre domini del sobirà, Humbert va signar el 29 de març de 1349 el tractat de Romans amb el regne de França. Aquest tractat instaurava l'"Estatut delfinal", que eximia els delfinesos de nombroses taxes i impostos. La defensa d'aquesta constitució particular serà l'objecte principal de les discussions del parlament provincial en els segles que van seguir.
El 30 de març, els consellers del rei, Guillaume Flote, Pierre de La Forest i Firmin de Coquerel, bisbe de Noyon, després de diverses setmanes passades a Tain-l'Hermitage, van obtenir l'acord d'Humbert II per a la cessió. El 16 de juliol de 1349, el delfí del Vienès alienava finalment els seus drets vitalicis a favor de Carles, fill de Joan de Normandie i el més gran dels nets de Felip VI, que va ser doncs el primer a portar el títol de Delfí de França. Humbert cedia els seus dominis contra 200.000 florins i una renda anual de 24.000 lliures esterlines pagable a Pasqua o a la Trinitat. La cerimònia del transport (que fou el nom donat a la cessió per salvar les aparences) es va desenvolupar a Lió, al convent dels dominicans de la plaça Comfort. En el transcurs d'aquesta, Humbert II es va despullar de la seva sobirania feudal per a « donar i investir» Carles. Li va remetre l'espasa del delfí amb el mànec incrustat de fusta de la Verdadera Creu, la bandera de sant Jordi esquitxada de la sang del drac, el ceptre i l'anell delfinal. El nou delfí va jurar, entre les mans de Jean de Chissé, bisbe de Grenoble, de respectar les franquícies del Delfinat, en particular els estatuts solemnes promulgats per Humbert II. Des de l'endemà Humbert va prendre l'hàbit monàstic de sant Domènec a l'Orde dels Predicadors. L'estratègia de Climent VI havia reeixit.

## Senyories delphinales
Benet XII i Climent VI van intentar confiscar Visan al delfí Humbert II. El primer pontífex el va excomunicar per deutes i el segon no va acceptar aixecar la sentència fins al 31 de juliol de 1344 a canvi de fer-li cedir Visan que controlava les comunicacions entre el Comtat Venaissí i Valréas. Furiosos, els visanesis es van negar a prestar homenatge mentre els seus privilegis no fossin ratificats, cosa que va fer Climent VI el 23 de febrer de 1351.
El traspàs de Visan sota control pontifical va fer tancar l'Hotel de les Monedes delfinal a la vila. Aquesta fàbrica colpia florins d'or, vingtains i douzains blancs, així com redortats i denaris negres.
Saint-Marcellin-lès-Vaison i Saint-Romain-en-Viennois van ser enclavaments delfinals al Comtat Venaissí.
Chabottes, situat en el Champsaur depenia alhora del delfí i del senyor de Montorcier.